# Irbit
Irbit (russisch Ирбит) ist eine Stadt in der Oblast Swerdlowsk (Russland) mit 38.357 Einwohnern (Stand 14. Oktober 2010).

## Geographie
Irbit ist Verwaltungszentrum des ehemaligen Rajons im Südosten der Oblast Swerdlowsk und liegt am namensgebenden Fluss Irbit an dessen Mündung in die Niza, etwa 200 km nordöstlich der Gebietshauptstadt Jekaterinburg. Die nächstgelegene Stadt ist Turinsk 55 Kilometer nordöstlich.

## Geschichte

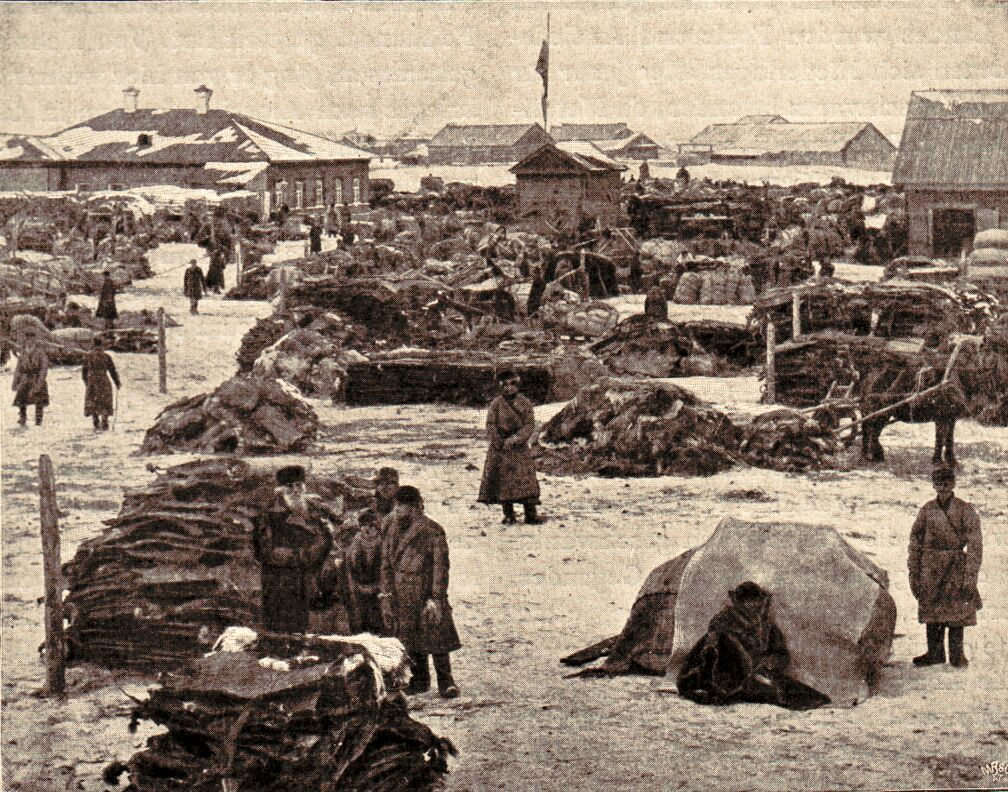
Pelzhandel in Irbit um 1900

Gegründet wurde Irbit im Jahre 1631 unter dem Namen Irbeiskaja sloboda (Ирбейская слобода), 1662 erfolgte die Umbenennung in Irbit. Die Erstsiedler betrieben hier vor allem Handel und veranstalteten Jahrmärkte, was sich aufgrund der günstigen Verkehrslage denn auch angeboten hatte. 1643 erhielt der Irbiter Jahrmarkt den offiziellen Status eines Handelsplatzes und erlangte im 17. und 18. Jahrhundert überregionale Bedeutung. Gleichzeitig wurde in Russland ein organisierter Pelzhandel eingeführt und die Messe im Februar wurde besonders, auch dank der Transsibirischen Eisenbahn, immer wichtiger für europäische Facheinkäufer auch dieser Branche.
1773 versuchten die Rebellentruppen um Jemeljan Pugatschow Irbit einzunehmen, scheiterten aber am massiven Widerstand hiesiger Kaufleute. Als Belohnung dafür ernannte die Zarin Katharina II. „die Große“ zwei Jahre später Irbit zur Stadt und bewilligte Geld für repräsentative Bauten, darunter für eine Kathedrale (diese wurde in den 1930er-Jahren zerstört).
Im 18. und 19. Jahrhundert galt der Irbiter Jahrmarkt als einer der größten Marktplätze Sibiriens und der Ural-Region. Unter anderem wurde hier mit Tee aus Sibirien und China gehandelt. Diese Entwicklung endete jedoch zum Anfang des 20. Jahrhunderts, als die Transsibirische Eisenbahn verlegt wurde, die Irbit umging.
In den 1930er-Jahren wurden in Irbit mehrere bedeutende Großbetriebe aufgebaut, so dass die Stadt zu einem Industriezentrum aufstieg. Von 1941 bis 1945 kamen einige wegen des Zweiten Weltkrieges aus dem europäischen Gebiet der Sowjetunion evakuierten Fabriken hinzu.

### Bevölkerungsentwicklung
| Jahr | Einwohner |
| ---- | --------- |
| 1897 | 20.062    |
| 1926 | 11.700    |
| 1939 | 25.832    |
| 1959 | 45.275    |
| 1970 | 49.289    |
| 1979 | 51.329    |
| 1989 | 51.708    |
| 2002 | 43.318    |
| 2010 | 38.357    |

Anmerkung: Volkszählungsdaten (1926 gerundet)

## Wirtschaft
International ist Irbit in erster Linie als Standort der Irbiter Motorradwerke bekannt, welche ihre Produkte unter dem Handelsnamen Ural vertreibt. Daneben hat Irbit eine weitere nennenswerte Fabrik, die Spezialglas herstellt. Zu den weiteren Industriebetrieben der Stadt zählen ein Pharmaziewerk sowie Betriebe der Nahrungsmittelproduktion und der Holzverarbeitung.

## Sehenswürdigkeiten
Irbit verfügt über Teile der historischen Altstadt mit Kaufmannsbauten aus dem frühen 19. Jahrhundert rund um den ehemaligen Jahrmarkt-Platz. Außerdem gibt es in Irbit mehrere Museen, darunter ein Heimatmuseum, ein Geschichts- und Ethnografiemuseum, ein Museum bildender Künste sowie das einzige Motorradmuseum Russlands.

## Söhne und Töchter der Stadt
- Zofia Jaroszewska (1902–1985), polnische Schauspielerin
- Juri Litujew (1925–2000), Leichtathlet
- Olga Tschernjawskaja (* 1963), Diskuswerferin